# قلعة مظفر
قلعة مظفر (بالفارسية: قلعه مظفر)) هي قرية إيرانية تقع في قسم لامرد الريفي في الناحية المركزية في مقاطعة لامرد، محافظة فارس، إيران.